# 這個世界漏洞百出
《這個世界漏洞百出》是左藤真通所創作的日本漫畫。自2020年5月30日起在Comic DAYS（講談社）連載。改編電視動畫於2024年7月至9月播放。

## 劇情簡介
位於「費爾納克大陸」南方的「克雷波恩島」，儘管是邊境之地，卻擁有五個小國並立，衝突不斷。其中最小且最和平的是「貝爾王國」，邊境中的邊境的一處小村莊，有位名叫「妮可拉」的少女，她在此過著謹慎樸素的生活。某日，妮可拉在進行日常的拾柴工作時，突然出現了一隻本來居住在遙遠山區的巨龍。就在村莊即將被襲擊的緊急時刻，趕到現場的是一名自稱為極秘組織調查隊「王之探求者」成員的男子——「羽賀」，拯救了被龙袭击的村子，受到了村民们的尊敬。在重複的平靜日子中，從未感到厭倦的妮可拉，被羽賀深受鼓舞，渴望親自踏出外面的世界。隨後她逐漸了解這個世界的真實面貌。這是以開發中、充滿Bug的完全體感型VR遊戲為背景的故事。

## 角色列表
羽賀／羽贺诚（Haga／Haga Makoto，聲：石川界人）
身材魁梧的紅髮男子，秘密的精英調查隊「王之探求者」的成員之一。負責調查這世間的事物與現象，比如各國儲君生病與怪物異常行為的原因。真正的身份是遊戲除錯員，現實世界中為就職於二島科技株式會社的年輕人，為VR遊戲《王之探求者Online》進行調試工作，經過了一年無法退出遊戲，但他仍然以通關遊戲為目標。性格認真，即使遇到危機，他也會在乎是否有BUG。和其他除錯員一樣，有能力使用「除錯石」來作弊，但他頑固地拒絕使用除錯模式，因為一位濫用該模式的同事陷入了無限循環。自身的物理能力強，體力強，生存能力強，尤其是烹飪技術。時常會善用發現的BUG解決困境。
【遊戲內設定】種族：克雷邦提斯特人／職業：盜賊
妮可拉（Nikola／Nikora，聲：矢野妃菜喜）
《王之探求者Online》的NPC雙馬尾少女。她在村莊的旅館裡做雜工，過著平靜的日子，但自從與羽賀相遇後，她的生活開始發生改變。很嚮往羽賀能過著充滿刺激與變化的生活，正當她提議想和羽賀一起旅行時，羽賀卻拒絕了妮可拉，因遊戲中的系統設定，讓妮可拉和村民突然全滅。之後跳脫系統死亡設定的妮可拉，居然重新出現在羽賀面前，與其一起踏上為遊戲除錯的冒險旅程。夢想成為像羽賀一樣的探求者（除錯員），時時謹記他的教導。羽賀困在地下迷宮期間，在杜卡婆婆的訓練下轉職成為了一名優秀的刺客。
【遊戲內設定】種族：克雷邦提斯特人
特斯拉（Tesla／Tesura）
是監督整個遊戲“《王之探求者Online》（Kings Seeker Online）”的“原AI”，透過借用妮可拉的身體與羽賀進行交流。目標是透過除錯來完成遊戲，想除去那些不除錯、為所欲為的愚蠢除錯員。目的是透過收集他們擁有的除錯石（除錯員的必需物品），並剝奪其除錯權限來達到目的，但由於沒有直接涉及玩家的權限，所以請求羽賀的合作，除了努力除錯外，還要想辦法奪回那些四處作亂的除錯員身上的除錯道具。
天野（阿瑪諾）／天野磯良（Amano／Amano Isola，聲：川島零士）
被稱為“毛皮族”的冒險者，外形像小動物的精靈魔法使。喜歡畫漫畫。與社長、酒井、隅田曾是同一所公司的同事，因看不慣他們在遊戲中，胡作非為的行為而離開。他為了尋求平靜的生活，來到了一個小村莊。與NPC露相遇後開始了畫漫畫與她分享的日子。因社長攻擊村莊害死露後，決心和羽賀一同對抗玩樂株式會社。後與羽賀、妮可拉一起行動。有時對於羽賀不顧狀況的除BUG行為感到頭痛。
【遊戲內設定】種族：毛皮族／職業：精靈使（薩滿）
明（阿琪拉）／加賀見明（Akira／Kagami Akira，聲：高橋李依）
長耳朵是其特徵的“諾多族精靈（貴族妖精）”女性。株式會社娛協的除錯員。出場時身穿著黑騎士的盔甲，她具備戰士的技能，在戰鬥中使用大劍。信奉接受自然本真，作為世界的居民自然地生活。並將玩樂株式會社的成員視為擾亂自然的敵人。當他以黑騎士的身份潛入城堡時，因誤會與羽賀等人發生打鬥，但後來和好，並與羽賀、妮可拉和天野一起前往薩伊公國。擅長料理，水平在羽賀之上。真實身分是一個在娛邪打工的學生，無法離開遊戲絕望之際受蓮救贖而成為信仰的一員。對於幫助羽賀和蓮對抗感到兩難。在天野即將打倒蓮時出面阻擋，被蓮趁機使用指令將其意識轉換成NPC。隨著蓮戰敗任務結束與眾NPC社員自殺死亡。即便羽賀嘗試重啟任務也只會以NPC角色重生。其死亡成為了羽賀和天野欲破關拯救所有人的動機之一。
【遊戲內設定】種族：高等精靈（貴族妖精）／職業：劍士
宮崎茜（Miyazaki Akane，聲：新井里美）
明在株式會社娛協的同事，與其他除錯員一起駐紮在首都瑪茲納。和天野一樣，有著“毛皮族”的外貌，說話時會在詞尾加上「喵」。有著像大叔一般好賭和逃避麻煩事的性格。薩伊公國事件後代替蓮的位置，和阿爾巴一同將公國改造成了賭場的模樣。
【遊戲內設定】種族：毛皮族／職業：戰士
木下麻由（Kinoshita Mayu，聲：古賀葵）
株式會社娛協的打工人員。女性，本身不喜歡自己蜥蜴人的樣貌。因為穿上了有BUG的SKIN卻脫不下來，導致外觀變成一個顯示錯誤的問號方塊。困在地下迷宮1000層的書庫中，是最初被蓮放逐的社員之一。偶遇了一樣被傳送到地下迷宮的羽賀，後與眾人一起逃離了迷宮。薩伊公國事件後和羽賀一行人一起行動。仰慕認真致力於除錯工作的羽賀。多才多藝，有將棋三段和格鬥遊戲榜一的實力。
【遊戲內設定】種族：蜥蜴人／職業：劍士
神／神林裕翔（Jin／Kanbayashi Yuto，聲：小野大輔）
作為極祕精英調查隊“王的探求者（Kings Seeker）”的一員，羽賀的上司，同時也是一起旅行的隊伍的領袖。羽賀的這位上司教會了他工作的基本要領，是一位優秀的人物。在他和羽賀以外的成員，因錯誤而無法在遊戲中進行登出後，他和羽賀分開行動，打算嘗試透過通關方式來離開遊戲。
【遊戲內設定】種族：費爾納卡人／職業：魔法師
铃木／鈴木洋平（Suzuki／Suzuki Yohei，聲：冈本信彦）
和羽賀一起進行一款未完成的VR體感遊戲的同伴，但因不明原因，被困在遊戲裡無法回去現實世界，他們只能靠自己找出遊戲的BUG。由於使用除錯模式飛行，消失在天空中，下落不明。
【遊戲內設定】種族：矮人／職業：騎士
奈美子／平波子（Namiko，聲：村上奈津实）
和羽賀一起進行一款未完成的VR體感遊戲的同伴，但因不明原因，被困在遊戲裡無法回去現實世界，他們只能靠自己找出遊戲的BUG。在除錯模式的無敵狀態下，她現在陷入了祭壇／地下迷宮的死亡空間，不斷地瞬間死亡和復活的無窮迴圈中，無法採取任何行動。
【遊戲內設定】種族：高等精靈（貴族妖精）／職業：遊俠
小黑／黑崎優（Kuro-chan／Kurosaki Yu，聲：熊谷健太郎）
和羽賀一起進行一款未完成的VR體感遊戲的同伴，但因不明原因，被困在遊戲裡無法回去現實世界，他們只能靠自己找出遊戲的BUG。嘗試在除錯模式下移動座標時，發現自己被困在地上，無法移動，並逐漸下沉。
【遊戲內設定】種族：費爾納卡人／職業：戰士
露（Roux，聲：加隈亞衣）
在支線任務「為我朗誦」中，居住在「被遺忘的村莊」的NPC。因腿傷無法下床時，她遇到了天野。她高度評價天野的漫畫，當他們住在一起時，她開始向他敞開心扉。因社長追擊羽賀攻擊村莊而被牽連死亡，後被社長慫恿天野使用復活指令復活，卻因重置失去了和天野的記憶。其遺留的項鍊是天野的最大支柱。
【遊戲內設定】種族：克雷波提斯特人
社长（Shacho，聲：伊藤健太郎）
本名是「洲脇陽太郎」，玩樂株式會社的社長，不管在現實世界還是遊戲裡，都依然保持著公司老大的地位，同時管理著各有各自怪癖的成員們。他把《王之探求者Online》的世界當成遊戲，自己對NPC做出的殘忍行為並不感到尷尬。另一方面，又因為無法回到現實世界而感到巨大的壓力。雖然使用了替身石躲過了被社員背刺的命運，但除錯石已被特斯拉毀掉。後利用復活指令打算攏絡天野用除錯石與他合作通關。被明視為擾亂的異端，從身後一刀劈成兩半死亡。
【遊戲內設定】種族：費爾納卡人／職業：戰士
酒井（沙凱）（Sakai，聲：谷山紀章）
是跟隨社長底下團隊行動的“王的探求者”之一。個性隨和。性格非常輕浮，經常開玩笑，但後來重新認識到“回到現實並沒有什麼好處”，過著隨心所欲的生活。沉迷於吸血鬼的耐久實驗（所謂的酷刑），可以窺見他殘忍的一面。對從隊伍中離開行動的羽賀向他搭話。因對社長想離開遊戲想法而夥同其他社員背叛社長。最終在使用飛行模式下被天野用魔法吹越地圖檢查點導致讀取BUG動彈不得。
【遊戲內設定】種族：克雷邦提斯特人／職業：戰士
隅田（墨田）（Sumida，聲：松田健一郎）
與酒井一起工作。有時他會假裝成遊戲中的角色，以有趣的方式參與戰鬥。和酒井一樣，他在遊戲中隨心所欲地生活，並且有著每天把裸體的NPC女人當床睡等不尋常的習慣。在衝撞攻擊羽賀和妮可拉時，未注意到牆壁有漏洞而掉出地圖邊緣持續下墜。除錯石在掉落前被羽賀搶走毀掉。一年後意外的從羽賀等人進行的任務地圖孔中噴出，但因長時間掉落導致精神異常，只會對某些詞彙有反應。
【遊戲內設定】種族：克雷邦提斯特人／職業：騎士
加奈／太田加奈（Kana／Ota Kana，聲：田中千惠美）
與酒井、隅田屬於同一隊。她有著獨特的笑聲，是團隊的氣氛製造者。與酒井一同被讀取BUG卡住。
木崎（Kizaki，聲：山下大毅）
玩樂株式會社的除錯員，和其他成員一樣，他認為社长是他眼前的障礙。與酒井一同被讀取BUG卡住。
增淵（Masubuchi，聲：天海由梨奈）
玩樂株式會社的除錯員。與酒井一同被讀取BUG卡住。
塚原（Tsukahara，聲：大野智敬）
玩樂株式會社的除錯員。與酒井一同被讀取BUG卡住。
川島（Kawashima，聲：沖野晃司）
玩樂株式會社的除錯員。與酒井一同被讀取BUG卡住。
今井（Imai，聲：浦和希）
玩樂株式會社的除錯員。與酒井一同被讀取BUG卡住。
井上（Inoue）
玩樂株式會社的副社長，女性。與社長等人不同，是團隊中少數認真於除錯工作的人。對於社長等人為所欲為的行為感到厭惡，是早期離開公司的成員之一。實力不俗，以一人之力輕易擊退酒井等人的追捕。偶然抓到了隨著隅田失控一同迷失在沙漠的羽賀和天野。重度貓奴，會使用BUG大量複製貓魔物，甚至曾有抱著毛皮族狂吸的想法。曾與隅田是遊戲內的情侶關係。
蓋德爾（Gaedel，聲：小林優）
住在莫拉比村落的NPC。一個體格魁梧，性格純真的人。曾經是一個弱小的孩子，他說一個叫「山中」的探求者，讓自己變成了探求者，保護了村莊免受巨人的侵害，但反而被村人視為怪物。被村民背叛後發狂毀掉了村子。身體數值被山中過度調整，連羽賀一行人聯手攻擊也殺不死。最終恢復理智後被明使用除錯石指令殺死。
【遊戲內設定】種族：克雷邦提斯特人
山中（Yamanaka，聲：前野智昭）
本名是「山中宗一」，和其他玩家一樣被困在遊戲中的除錯員之一。出於簡單的善意和好奇心，他在除錯模式下，修改了蓋德爾的狀態訊息，並創建了對方當前的身體。因為使用了指令開啟自由視角模式，意識離開了身體但無法回到身體解除指令。被困在了一個狹窄的隱密地牢裡。除錯石被特斯拉毀掉而永遠困在了自由視角中。
【遊戲內設定】種族：克雷邦提斯特人／職業：戰士
阿爾巴（Aruba／Alba／Aluba，聲：松岡禎丞）
和特斯拉一樣，他也是監管整個《王之探求者Online》的「原AI」之一。當特斯拉掌管貝爾王國時，阿爾巴掌管薩伊公國（亞伊瑪公爵統治的小國），行動原則與特斯拉不同。作為首都瑪茲納的領袖，他花時間與株式會社娛協的除錯人員合作，並使用名為“粉碎”的魔法，保護國家免受叛軍的侵害。薩伊公國事件蓮死亡後改為協助茜重建公國。
溝口蓮（Mizoguchi Len，聲：杉田智和）
明在株式會社娛協的除錯員同事。由於無法退出遊戲，他產生了「作為這個世界的居民，自然地生活」的想法，在這種情況下，他們對擾亂這個世界本質的事物很敏感，在除錯模式下過著隨心所欲的生活。對於無法融入或對現實生活留戀的人會使用魔法將其放逐。在羽賀一行人被放逐期間與阿爾巴使用除錯指令BUG將信仰的除錯人員意識都轉化成了NPC AI，自己則繼續維持意識。在公國主線任務中召喚火炎神和羽賀一行人操作的邪神對戰，最終戰敗被垮落的神像碎塊壓死。
【遊戲內設定】種族：費爾納卡人／職業：魔法師
杜卡（Duca，聲：深雪早苗）
遊戲中，首都瑪茲納的老婆婆的NPC。實際身分為薩伊公國地下刺客公會的會長。收留了妮可拉並訓練她成為一名刺客。
松谷
年娛公司的除錯員。在海上乘船漂流時意外被海怪吞掉而被傳送困在了新手初始之地。曾幾度想自殺解脫卻害怕退縮。遇上了一樣被海怪吞噬的羽賀，在一夥人幫助下順利逃離了初始之地。
艾米麗/關大和
外觀為漂亮女性精靈的男性除錯員。與弟弟一起偽裝成NPC和羽賀一行人進行支線任務，並趁機偷走他們的寶物和戰利品。曾經歷過同社社員自相殘殺的慘劇。與弟弟逃出生天後以100%寶物收集為通關目標持續努力。
艾薩克/關考治
大和的弟弟。與哥哥一同以100%寶物收集為通關目標。

## 出版書籍
| 冊數 | 講談社         | 講談社                 |
| 冊數 | 發售日期       | ISBN                   |
| ---- | -------------- | ---------------------- |
| 1    | 2020年10月9日  | ISBN 978-4-06-520873-1 |
| 2    | 2021年1月8日   | ISBN 978-4-06-521992-8 |
| 3    | 2021年4月8日   | ISBN 978-4-06-523041-1 |
| 4    | 2021年7月8日   | ISBN 978-4-06-523956-8 |
| 5    | 2021年11月10日 | ISBN 978-4-06-526012-8 |
| 6    | 2022年3月9日   | ISBN 978-4-06-527333-3 |
| 7    | 2022年8月29日  | ISBN 978-4-06-528311-0 |
| 8    | 2022年10月28日 | ISBN 978-4-06-529377-5 |
| 9    | 2023年4月12日  | ISBN 978-4-06-530845-5 |
| 10   | 2023年10月11日 | ISBN 978-4-06-532212-3 |
| 11   | 2024年4月10日  | ISBN 978-4-06-535125-3 |
| 12   | 2024年7月10日  | ISBN 978-4-06-536214-3 |
| 13   | 2024年8月9日   | ISBN 978-4-06-536384-3 |
| 14   | 2024年12月11日 | ISBN 978-4-06-537862-5 |
| 15   | 2025年4月9日   | ISBN 978-4-06-539148-8 |

## 電視動畫

### 製作人員
- 原作：左藤真通（日语：左藤真通）
- 導演：馬引圭
- 劇本統籌、劇本：安川正吾
- 人物設定：赤堀重雄
- 美術監督：田尻健一
- 色彩設計：鈴木咲繪
- 攝影監督：大槻綾子
- 編輯：小野寺繪美
- 音響監督：高寺たけし（日语：高寺たけし）
- 音樂：岩橋星實（日语：岩橋星実）、笠井雄太（日语：笠井雄太）、堀川大翼
- 動畫製作：100studio（日语：HIKE）、Studio Palette（日语：studioぱれっと）
- 製作：「這個世界漏洞百出」製作委員會

### 主題曲
片頭曲No Complete
主唱：Liyuu，作詞、作曲、編曲：大熊淳生（Arte Refact）
片尾曲LOOP
主唱：NACHERRY，作詞：，作曲、編曲：山森大輔

### 各話列表
| 話數 | 日文標題 | 中文標題     | 劇本     | 分鏡      | 演出                  | 作畫監督 | 總作畫監督                            | 首播日期      |
| ---- | -------- | ------------ | -------- | --------- | --------------------- | --- | ------------------------------------- | ------------- |
| 1    |          | 打雜的妮可拉 | 安川正吾 | 馬引圭    | 馬引圭                | 島崎望、舘崎大 、櫻井拓郎 GrandGuerrilla、Huang Feng、下条愛 金子菜月、木村奈波、山吉香奈、兼村萌惠                                        | 島崎望、馆崎大、丹羽恭利              | 2024年 7月6日 |
| 2    |          | 羽贺诚       | 安川正吾 | 岛村大辅  | 一居一平              | Hang Seung Hui、桝井一平 | 丹羽恭利、馆崎大                      | 7月13日       |
| 3    |          | 特斯拉       | 安川正吾 | 山崎立士  | Studio Palette        | 迫江沙羅、岡田繪里香、松本勝次 北島勇樹、𠮷田肇、黑繪怜 Zhou Jing、Huang Hua、Yang Tong Cheng                                              | 丹羽恭利                              | 7月20日       |
| 4    |          | 天野磯良     | 豬爪慎一 | 香味豐    | 渡邊徹明              | Han Seung Hui、向山裕治、服部憲知 櫻井拓郎、Zhou Gang、Zhang Syuoyuan                                                                      | 塚本步、島崎望                        | 7月27日       |
| 5    |          | 潜入         | 石田勝也 | 基仁志    | 基仁志                | 清水博幸、久米一成、森悅史 永田有香、外山陽介、Zhou Jing Huang Hua、Yang Tong Cheng、One Order                                             | 馆崎大、丹羽恭利                      | 8月8日        |
| 6    |          | 狂亂的賢帝   | 安川正吾 | 岛村大辅  | 泉保良輔              | Han Seung Hui、齋藤真珠、榎本彩芽 | 丹羽恭利                              | 8月10日       |
| 7    |          | 社長         | 豬爪慎一 | 山崎立士  | 基仁志                | 木村行隆、柏木信弘、松下純子 Zhou Jing、Haung Hua、Yang Tong Cheng Ye Yun、Liu Bo、Li Sheng Lin Zi Ye、Liao Fe                             | 丹羽恭利                              | 8月17日       |
| 8    |          | 控制台指令   | 石田勝也 | 香味豐    | 山內東生雄、 神谷真希 | 中森良治、清水勝祐 服部憲知、高橋航平、Kim Jongim Kim Yangsuk、Kim Wonhui                                                                  | 塚本步、服部益實、 Huang Feng、下條愛 | 8月24日       |
| 9    |          | 加賀見明     | 石田勝也 | 神崎雄二  | 岸俊輔                | 岸俊輔、玉置典彥、小山友行 | 島崎望                                | 8月31日       |
| 10   |          | 蓋德爾和山中 | 安川正吾 | 100studio | 角原勇輝              | Han Seung Hui、榎本彩芽、鈴木伸一 齋藤真珠、清田華穗、桝井一平 Kim Bong Duk、Kim Hyun Kyung Kim Hee Jung、Park Jae Seok、Revival           | 舘崎大                                | 9月7日        |
| 11   |          | 阿爾巴       | 安川正吾 | 100studio | 一居一平、 馬引圭     | 櫻井拓郎、、 塚本步、下条愛、金子菜月、 山吉香奈、兼村萌惠、木村奈波、 山田優衣、柳元繪梨子 Ahn Yeongyu、Son Seonah、RA CRAFT 聖蝶、、玄機 | Huang Feng、丹羽恭利、舘崎大          | 9月14日       |
| 12   |          | 鑽石         | 安川正吾 | 黑澤守    | Han Yeonghun          | Ahn Yeongyu、Cho Sohyeon Jeong Wuyeong、Kim Ikyeon Maeng Seunggi、Son Seonah Min、Hyun Suk、An Kyu Jeung                                   | 島崎望、丹羽恭利、Zhou Jing           | 9月21日       |
| 13   |          | 沉默的惡魔   | 安川正吾 | 100studio | 井端義秀              | 丹羽恭利、塚本步、齋藤魁、 櫻井拓郎、Huang Hua、Zhou Jing、聖蝶                                                                            | 島崎望、下条愛                        | 9月28日       |

### BD
| 卷數 | 發行日期       | 收錄話數       | 規格編號  |
| ---- | -------------- | -------------- | --------- |
| BOX  | 2024年11月27日 | 第1話 - 第13話 | BCXA-1946 |

## 外部連結
- 「這個世界漏洞百出」已出版作品 （页面存档备份，存于）（日語）
- 「這個世界漏洞百出」Comic DAYS （页面存档备份，存于）（日語）
- 這個世界漏洞百出的X（前Twitter）
- 動畫「這個世界漏洞百出」官方網站 （页面存档备份，存于）（日語）